# Emex
Emex é um género botânico pertencente à família Polygonaceae.

## Espécies
- Emex australis
- Emex spinosa